# Adinandra celebica
Adinandra celebica är en tvåhjärtbladig växtart som beskrevs av Sijfert Hendrik Koorders. Adinandra celebica ingår i släktet Adinandra och familjen Pentaphylacaceae. Inga underarter finns listade i Catalogue of Life.